# Aellopos fadus
Aellopos fadus is een vlinder uit de familie van de pijlstaarten (Sphingidae). De wetenschappelijke naam van de soort werd in 1775 gepubliceerd door Pieter Cramer.